# Alchemilla macrescens
Alchemilla macrescens är en rosväxtart som beskrevs av Sergei Vasilievich Juzepczuk. Alchemilla macrescens ingår i släktet daggkåpor, och familjen rosväxter. Inga underarter finns listade i Catalogue of Life.